# Nat Butler
Nathaniel Butler (conocido como Nat Butler; 6 de enero de 1870-24 de mayo de 1943) fue un deportista estadounidense que compitió en ciclismo en la modalidad de pista. Ganó una medalla de bronce en el Campeonato Mundial de Ciclismo en Pista de 1909, en la prueba de medio fondo.

## Medallero internacional
| Campeonato Mundial | Campeonato Mundial     | Campeonato Mundial | Campeonato Mundial |
| Año                | Lugar                  | Medalla            | Competición        |
| ------------------ | ---------------------- | ------------------ | ------------------ |
| 1909               | Copenhague (Dinamarca) | Medalla de bronce  | Medio fondo (P)    |